# Reggenza di Bulukumba
La reggenza di Bulukumba (in indonesiano: Kabupaten Bulukumba) è una reggenza dell'Indonesia, situata nella provincia di Sulawesi Meridionale.
| Controllo di autorità | VIAF (EN) 143529915 · LCCN (EN) nr99017569 · J9U (EN, HE) 987007494108305171 |